# Autonomer Kreis der Ewenken
Koordinaten: 64° N, 100° O
Der Autonome Kreis der Ewenken (russisch Эвенкийский автономный округ, transkribiert Ewenkijski awtonomny okrug) ist eine ehemalige Verwaltungseinheit in Russland. Als Autonomer Kreis innerhalb der Region Krasnojarsk war er ein Föderationssubjekt der Russischen Föderation im Föderationskreis Sibirien. Er wurde 2007 mit der Region Krasnojarsk vereinigt. In den Grenzen des früheren Autonomen Kreises besteht seither der Ewenkijski rajon mit besonderem Status innerhalb der Region.

## Geographie
Der Autonome Kreis umfasste ein riesiges, 767.600 km² großes und äußerst dünn besiedeltes Gebiet im Mittelsibirischen Bergland. Die wichtigsten Flüsse sind die Untere Tunguska und die Steinige Tunguska, beides rechte Nebenflüsse des Jenissei.

## Bevölkerung
Mit zuletzt nur 17.300 Einwohnern war der Autonome Kreis das einwohnerschwächste und am dünnsten besiedelte Föderationssubjekt Russlands. Titularnation waren die Ewenken, die eine tungusische Sprache sprechen. Jedoch waren nur rund 21,5 % der Bevölkerung Ewenken, die Mehrheit (62 %) Russen.
| Ewenken                                                                     | 3.721 | 39,3 % | 3.474  | 33,7 % | 3.207  | 25,3 % | 3.239  | 20,3 % | 3.480  | 14,0 % | 3.802  | 21,5 % |
| Russen                                                                      | 4.675 | 49,4 % | 5.975  | 57,9 % | 7.732  | 61,1 % | 10.400 | 65,1 % | 16.718 | 67,5 % | 10.958 | 61,9 % |
| Jakuten                                                                     | 713   | 7,5 %  | 511    | 0,5 %  | 781    | 6,2 %  | 822    | 5,1 %  | 937    | 3,8 %  | 991    | 5,6 %  |
| Ukrainer                                                                    | 117   | 1,2 %  | 196    | 1,9 %  | 254    | 2,0 %  | 472    | 3,0 %  | 1.303  | 5,3 %  | 550    | 3,1 %  |
| Keten                                                                       | 0     | 0,0 %  | 14     | 0,1 %  | 142    | 1,1 %  | 154    | 1,0 %  | 150    | 0,6 %  | 211    | 1,2 %  |
| Deutsche                                                                    | 0     | 0,0 %  | 245    | 2,4 %  | 150    | 1,2 %  | 165    | 1,0 %  | 204    | 0,8 %  | 127    | 0,7 %  |
| Andere                                                                      | 234   | 2,5 %  | 365    | 3,5 %  | 392    | 3,1 %  | 716    | 4,5 %  | 1.977  | 8,0 %  | 1.058  | 6,0 %  |
| Einwohner                                                                   | 9.460 | 100 %  | 10.320 | 100 %  | 12.658 | 100 %  | 15.968 | 100 %  | 24.769 | 100 %  | 17.697 | 100 %  |
| 1 Diese offizielle Zahl ist fraglich. Leider gibt es keine anderen Angaben. |       |        |        |        |        |        |        |        |        |        |        |        |

Verwaltungssitz des Gebietes war die Siedlung Tura mit 5747 Einwohnern (2005).

## Verwaltungsgliederung
(Einwohner am 1. Januar 2005)
| Rajon               | Einwohner | Stadtbevölkerung | Landbevölkerung | Verwaltungssitz |
| ------------------- | --------- | ---------------- | --------------- | --------------- |
| Baikitski           | 5648      | –                | 5648            | Baikit          |
| Ilimpijski          | 8044      | 5747             | 2297            | Tura            |
| Tungussko-Tschunski | 3730      | –                | 3730            | Wanawara        |

Die Gliederung des Gebietes in drei Rajons entfiel mit der Umwandlung des Autonomen Kreises in einen Rajon der Region Krasnojarsk.

## Geschichte
Die Ewenken besiedelten das Gebiet im 11. und 12. Jahrhundert, in der ersten Hälfte des 17. Jahrhunderts kam das Gebiet zu Russland.
Am 10. Dezember 1930 wurde der Nationale Kreis der Ewenken (russisch Эвенкийский национальный округ Ewenkijski nazionalny okrug) im Bestand der Ostsibirischen Region gebildet. Zum 7. Dezember 1934 wurde er in die neue Region Krasnojarsk eingegliedert. Durch die sowjetische Verfassung von 1977 wurde der Name in Autonomer Kreis der Ewenken geändert. 
Bei der Schaffung der Föderationskreise 2000 wurde der Autonome Kreis dem Föderationskreis Sibirien unterstellt.
Am 1. Januar 2007 wurde er nach einer Volksabstimmung am 17. April 2005, wie auch der Autonome Kreis Taimyr, mit der Region Krasnojarsk vereinigt. In den Grenzen des früheren Autonomen Kreises besteht seither der Ewenkijski rajon („Ewenkischer Rajon“ oder „Rajon der Ewenken“) mit besonderem Status innerhalb der Region.
Der Asteroid des inneren Hauptgürtels (2656) Evenkia wurde nach dem Autonomen Kreis der Ewenken benannt.

## Wirtschaft
Die Region gehörte zu den wirtschaftlich unterentwickeltsten Russlands. Die Förderung von Bodenschätzen (Diamanten, Kohle, Erdöl) ist wegen der Abgelegenheit schwierig. Die traditionellen Wirtschaftszweige der Ewenken sind die Rentierzucht, die Fischerei und die Pelzjagd.
Bis 2020 soll an der Unteren Tunguska das Wasserkraftwerk Turuchansk gebaut werden. Es wird mit einer Leistung von 12 GW das größte Wasserkraftwerk in Russland sein.

## Politik
| Name                | Amtszeit  |
| ------------------- | --------- |
| Anatoli Jakimow     | 1991–1997 |
| Alexander Bokowikow | 1997–2001 |
| Boris Solotarjow    | 2001–2006 |